# Stuttgart Surge
Stuttgart Surge ist ein American-Football-Team aus Stuttgart, das in der European League of Football (ELF) spielt. Größter Erfolg des Teams waren der Gewinn der Central Conference 2023 und 2024 sowie der Einzug in das Championship Game 2023.
Die Mannschaft trägt ihre Heimspiele hauptsächlich im Gazi-Stadion auf der Waldau aus. Seit April 2024 kooperiert Surge mit den Stuttgart Scorpions, aus denen sie 2020/21 entstand.

## Geschichte
Das Stuttgarter Franchise gehört zu den Gründungsmitgliedern der 2020 ins Leben gerufenen European League of Football und sollte ursprünglich den Namen der Stuttgart Scorpions aus der German Football League (GFL) übernehmen. Nachdem dies durch eine Entscheidung der Vereinsmitglieder der Scorpions mehrheitlich abgelehnt wurde, tritt das Team in der ELF unter dem Namen Stuttgart Surge an. Die Übersetzung des neuen Namens als Spannungsstoß findet sich auch in der Logogestaltung des Franchise wieder und lehnt sich an das kalifornische Team der World League of American Football (WLAF), Sacramento Surge an. Das Team spielte 1991 und 1992 in der WLAF, der Vorgängerliga der NFL Europe, gewann dabei alle drei Spiele gegen Frankfurt Galaxy und 1992 auch den World Bowl. Die Bezeichnung Surge konnte sich intern unter anderem gegen das Wiederaufgreifen des Namens der Stuttgart Stallions durchsetzen, welche als American-Football-Team in den 1980er und 1990er Jahren in Stuttgart aktiv waren. Betrieben wird das Franchise von der „American Football Club Stuttgart GmbH“, deren Geschäftsführer Timo Franke zuvor bei den Stuttgart Scorpions aktiv war.

### Saison 2021
Als Head Coach und Offensive Coordinator wurde der frühere Nationaltrainer Martin Hanselmann verpflichtet.
Das erste Ligaspiel gewann die Mannschaft am 19. Juni 2021 gegen die Barcelona Dragons mit 17:21. Eine Woche später unterlag das Team bei seinem ersten Heimspiel, vor pandemiebedingt 750 zugelassenen Zuschauern, der Frankfurt Galaxy. Der Zuschauerschnitt bei Heimspielen lag aufgrund pandemiebedingter Beschränkungen bei 1429 Zuschauern. Am 28. Juni 2021 trennten sich die Surge als Reaktion auf Rassismusvorwürfe gegen ihren Quarterback Jacob Wright vom US-Amerikaner. Bereits vor dem Spiel gegen Berlin Thunder in Woche 3 wurde am 2. Juli 2021 mit Aaron Ellis ein neuer Quarterback präsentiert. Nach Niederlagen in den zwei letzten Saisonspielen belegte das Team der Stuttgart Surge, mit insgesamt zwei Siegen aus zehn Spielen, den vierten Platz in der Division South und konnte sich somit nicht für die Play-offs qualifizieren.

### Saison 2022
Vor Beginn der Saison 2022 wurde Suni Musa neuer Geschäftsführer. Der bisherige Geschäftsführer Timo Franke übernahm die Bereiche Sales und Sponsoring. Zudem wurde NFL-Spieler Jakob Johnson Miteigentümer der Surge. Johnson war bereits zuvor Botschafter für die Surge. Des Weiteren wurden in den Kreis der Besitzer die Göhner GmbH, Felix Haufe und Steffen Korinth mit der Konege GmbH
aufgenommen. Außerdem wechselte Stuttgart für die Saison 2022 mit Frankfurt in die neue Central Division und trifft dort auf die zwei Expansionsteams aus Österreich.
Das erste Heimspiel der Saison ging vor 2690 Zuschauern gegen die Barcelona Dragons verloren. Am 2. Juli, nach einem Saisonstart mit vier Niederlagen in vier Spielen, gab die Surge bekannt, das Martin Hanselmann seine Aufgabe als Offensive Coordinator abgegeben habe. Seine diesbezüglichen Nachfolger sind George Streeter für das Laufspiel und Fabian Birkholz für das Passspiel. Streeter, der auch in einigen Funktionen in der NFL aktiv war, trainierte zuletzt die U19-Mannschaft der Stuttgart Scorpions. Birkholz war zuvor Positionstrainer und Coordinator bei verschiedenen Teams in der GFL.
Am 20. Juli, nach drei weiteren aufeinanderfolgenden Niederlagen, gab Stuttgart bekannt, dass Martin Hanselmann auch von seinem Posten als Head Coach zurückritt. Sein interimsmäßiger Nachfolger war Running Game Coordinator George Streeter, dessen Stelle ebenso interimsmäßig vom bisherigen Coach der Defensive Backs Marvin Washington besetzt wurde. Die Mannschaft konnte sich jedoch nicht merkbar steigern und schloss die Saison ohne Sieg ab. Nach der Saison wurde Streeter Director of Player Personnel and Development.
Die sieglose Saison 2022 der Stuttgart Surge wurde 2023 in der Serie Come Back Stronger dokumentiert. Die sechs Folgen der Dokuserie wurden auf Joyn veröffentlicht.

### Saison 2023
Am 18. Oktober 2022 gab die Surge die Verpflichtung von Jordan Neuman als neuen Head Coach und Offensive Coordinator bekannt. Neuman war zuletzt Head Coach der Schwäbisch Hall Unicorns und hatte mit diesen den German Bowl 2022 gewonnen. Ebenfalls aus Schwäbisch Hall kommen Johannes Brenner als Defensive Coordinator und Cody Pastorino als dessen Assistent ins Coaching Team der Surge.

## Statistik

### Platzierungen
| Saison | Conf./Div. | Platz | Spiele | S  | N  | SQ    | P+    | P−    | Diff | Conf  | Serie          | Postseason                                                                                          | Zuschauer Ø |
| ------ | ---------- | ----- | ------ | -- | -- | ----- | ----- | ----- | ---- | ----- | -------------- | --------------------------------------------------------------------------------------------------- | ----------- |
| 2021   | South      | 4.    | 10     | 2  | 8  | 0,200 | 157   | 355   | −198 | 1:5   | 1S–2N–1S–6N    | —                                                                                                   | 1.429       |
| 2022   | Central    | 4.    | 12     | 0  | 12 | 0,000 | 113   | 451   | −338 | 0:6   | 12N            | —                                                                                                   | 2.084       |
| 2023   | Central    | 1.    | 12     | 10 | 2  | 0,833 | 387   | 237   | +150 | 8:2   | 5S–1N–2S–1N–3S | WC Sieg: Panthers Wrocław (37–14) HF Sieg: Vienna Vikings (40–33) CG Niederlage: Rhein Fire (34–53) | 3.945       |
| 2024   | Central    | 1.    | 12     | 11 | 1  | 0,917 | 565   | 179   | +386 | 9:1   | 9S–1N–2S       | HF Niederlage: Rhein Fire (23–29)                                                                   | 4.433       |
| 2025   | West       | 1.    | 12     | 10 | 2  | 0,833 | 517   | 193   | +324 | 5:1   | 1S–1N–3S–1N–6S | |             |
| Summe  | Summe      | Summe | 58     | 33 | 25 | 0,569 | 1.739 | 1.415 | +324 | 23:15 |                | Wildcard 1-0 Halbfinale 1-1 Championship Game 0-1                                                   | 3.132       |

(WC: Wildcard, HF: Halbfinale, CG: Championship Game)

### Direkter Vergleich
| Gegner               | erste Begegnung | Regular Season | Regular Season | Regular Season | Regular Season | Regular Season | Regular Season | Regular Season | Play-offs | Play-offs | Play-offs | Play-offs | Play-offs | Höchster Sieg | Höchste Niederlage |
| Gegner               | erste Begegnung | Sp             | S              | N              | SQ             | P+             | P−             | Diff           | S         | N         | P+        | P−        | Diff      | Höchster Sieg | Höchste Niederlage |
| -------------------- | --------------- | -------------- | -------------- | -------------- | -------------- | -------------- | -------------- | -------------- | --------- | --------- | --------- | --------- | --------- | ------------- | ------------------ |
| Barcelona Dragons    | 2021            | 8              | 5              | 3              | 0,625          | 241            | 190            | 0+51           |           |           |           |           |           | 71:70 (2024)  | 08:62 (2022)       |
| Berlin Thunder       | 2021            | 2              | 0              | 2              | 0,000          | 19             | 78             | 0−59           |           |           |           |           |           | −             | 00:38 (2021)       |
| Cologne Centurions   | 2021            | 4              | 2              | 2              | 0,500          | 164            | 68             | 0+96           |           |           |           |           |           | 88:70 (2025)  | 23:39 (2021)       |
| Fehervar Enthroners  | 2025            | 2              | 2              | 0              | 1,000          | 102            | 32             | 0+70           |           |           |           |           |           | 55:12 (2025)  | –                  |
| Frankfurt Galaxy     | 2021            | 6              | 2              | 4              | 0,333          | 143            | 221            | 0−78           |           |           |           |           |           | 54:39 (2025)  | 03:57 (2021)       |
| Hamburg Sea Devils   | 2025            | 2              | 2              | 0              | 1,000          | 101            | 14             | 0+87           |           |           |           |           |           | 48:00 (2025)  | –                  |
| Helvetic Guards      | 2023            | 2              | 1              | 1              | 0,500          | 60             | 50             | 0+10           |           |           |           |           |           | 47:19 (2023)  | 13:31 (2023)       |
| Helvetic Mercenaries | 2024            | 2              | 2              | 0              | 1,000          | 111            | 14             | 0+97           |           |           |           |           |           | 61:70 (2024)  | −                  |
| Leipzig Kings        | 2021            | 4              | 1              | 3              | 0,250          | 72             | 139            | 0−67           |           |           |           |           |           | 27:24 (2021)  | 00:38 (2022)       |
| Milano Seamen        | 2023            | 4              | 4              | 0              | 1,000          | 224            | 80             | +142           |           |           |           |           |           | 78:27 (2023)  | −                  |
| Munich Ravens        | 2023            | 6              | 4              | 2              | 0,667          | 192            | 132            | 0+60           |           |           |           |           |           | 27:50 (2024)  | 33:36 (2025)       |
| Panthers Wrocław     | 2022            | 4              | 2              | 2              | 0,500          | 109            | 96             | 0+13           | 1         | 0         | 37        | 14        | +23       | 40:00 (2024)  | 00:34 (2022)       |
| Paris Musketeers     | 2023            | 4              | 3              | 1              | 0,750          | 69             | 40             | 0+29           |           |           |           |           |           | 26:80 (2025)  | 00:60 (2025)       |
| Raiders Tirol        | 2022            | 6              | 3              | 3              | 0,500          | 119            | 178            | 0−59           |           |           |           |           |           | 38:28 (2023)  | 03:44 (2022)       |
| Rhein Fire           | 2023            |                |                |                |                |                |                |                | 0         | 2         | 57        | 82        | −25       | −             | 34:53 (2023)       |
| Vienna Vikings       | 2022            | 2              | 0              | 2              | 0,000          | 13             | 83             | 0−70           | 1         | 0         | 40        | 33        | 0+7       | 40:33 (2023)  | 00:41 (2022)       |

Stand: 16. August 2025
Legende:
| Spiele       | Siege              | Niederlagen           |
| SQ Siegquote | P+ gemachte Punkte | P− gegnerische Punkte |

## Kader
| Abkürzungen der Spieler-Positionen im American Football | Abkürzungen der Spieler-Positionen im American Football |
| ------------------------------------------------------- | --- |
| Offense                                                 | QB – Quarterback \| RB – Runningback \| FB – Fullback \| TE – Tight End \| E/WR – Wide Receiver \| T – Tackle \| G – Guard \| C – Center |
| Defense                                                 | DT – Defensive Tackle \| DE – Defensive End \| NT – Nose Tackle \| LB – Linebacker \| ILB – Inside Linebacker \| MLB – Middle Linebacker \| OLB – Outside Linebacker \| CB – Cornerback \| NB – Nickelback \| FS – Free Safety \| SS – Strong Safety |
| Special Teams                                           | K – Kicker \| P – Punter \| KS – Kicking Specialist \| KOS – Kickoff Specialist \| LS – Long Snapper \| RS – Return Specialist \| KOR/KR – Kick Returner \| PR – Punt Returner \| PP – Punt Protector                                                |

## Trainer

### Head Coaches
| # | Name              | Saisons   | Regular Season | Regular Season | Regular Season | Regular Season | Play-offs | Play-offs | Play-offs |
| # | Name              | Saisons   | Spiele         | S              | N              | Gewonnen%      | Spiele    | S         | N         |
| - | ----------------- | --------- | -------------- | -------------- | -------------- | -------------- | --------- | --------- | --------- |
| 1 | Martin Hanselmann | 2021–2022 | 17             | 2              | 15             | 0,133          | –         | –         | –         |
| 2 | George Streeter   | 2022      | 5              | 0              | 5              | 0,000          | –         | –         | –         |
| 3 | Jordan Neuman     | 2023–     | 24             | 21             | 3              | 0,875          | 5         | 2         | 3         |

## Teamlogo
Das große Logo der Stuttgart Surge zeigt den Stuttgarter Fernsehturm in den Farben Blau, Gelb und Schwarz mit als Blitz stilisiertem Turmschaft und Antenne. Der Turmkorb trägt den kursiv gesetzten Namen des Teams in Weiß. Das kleine Logo beschreibt hingegen einen nach rechts gerichteten abstrahierten Blitz in Gelb mit blauen Akzenten und einer dunklen Umrandung. Wahlweise trägt hier das Logo den Teamnamen in dunkler Farbe oder aber eine in spitzen Winkeln verlaufende Linie im selben Schema.

## Sponsoren und Partner
Die Partner- und Sponsorengruppe der Stuttgart Surge ist in vier verschiedene Gruppen aufgeteilt: „Premium-Partner“, „Top-Partner“, „Team-Partner“ und „Business-Partner“. Zur Gruppe der „Premium-Partner“ gehört die Stuttgarter Marketing-Agentur creative360, die Kolibiri Druckerei der Zeitfracht Medien GmbH und der spanische Netzhersteller Endriagonets. Die „Top-Partner“ sind insgesamt sechs Unternehmen, darunter die Stadtwerke Stuttgart, das online Stadtportal Geheimtipp Stuttgart und die Fitnessstudiokette TopSports. „Team-Partner“ sind acht Unternehmen, darunter das Stuttgarter Restaurant Citizen Long, der Fernbusanbieter RoadJet und die Kinesotapemarke Truetape. Auch die „Business-Partner“-Gruppe umfasst acht Unternehmen, darunter die Stuttgarter Edeka-Filiale EDEKA Krombholz, der Tierfutterhändler Pets Nature und die tecis Finanzleistungen AG aus Hamburg.
Unternehmen haben darüber hinaus die Möglichkeit, Mitglied in der sogenannten „SURGE Business Family“ zu werden. Diese dient der Vernetzung der Partner untereinander, aber auch je nach Mitgliedschaftspaket, der gezielten Präsentation des eigenen Unternehmens.

## American Football Club Stuttgart GmbH
Die American Football Club Stuttgart GmbH wurde am 22. Dezember 2020 ins Handelsregister eingetragen. Gründungsgesellschafter waren Martin Schmidt mit 85 % und Geschäftsführer Thomas Franke mit 15 %. Im Rahmen einer Kapitalerhöhung beider Gesellschafter im November 2021 erhöhte Franke seinen Anteil auf 33 %. Anfang 2022 wird Ihsan „Sani“ Musa neuer Geschäftsführer, seine eventkomm.de übernimmt 20 % der Anteile von Franke. Im Rahmen einer weiteren Kapitalerhöhung werden im November 2022 mehrere Minderheitsgesellschafter aufgenommen, unter anderem der NFL-Spieler Jakob Johnson. Zum 1. Januar 2024 wurde die Geschäftsführung um Florian Burger mit dem Zuständigkeitsbereich Finanzen erweitert. Burger schied im März 2025 wieder aus, behielt aber seinen Anteil von 3 %.